# 林冠夫
林冠夫（1936年12月—2016年11月19日），红学家，浙江永嘉人，復旦大學中文系研究生班畢業，中國藝術研究院研究員，红楼梦学会副会长。其較專長的部分是《紅樓夢》的各個版本的研究。他在2016年11月19日因病逝世，享年81歲。

## 著作
- 《红楼梦》纵横谈。
- 《紅樓詩話》
- 《紅樓私語》
- 《曹雪芹》